# Ratpenat groc de Sonora
El ratpenat groc de Sonora (Rhogeessa parvula) és una espècie de ratpenat de la família dels vespertiliònids. És endèmic de Mèxic. El seu hàbitat natural són els boscos espinosos i caducifolis. Es tracta d'un animal insectívor. És una espècie en risc mínim, és a dir, no sembla que hi hagi cap amenaça significativa per a la seva supervivència.